# Паул Йоахим фон Бюлов
Паул Йоахим фон Бюлов (на немски: Paul Joachim von Bülow; * 1 декември 1606 в Шарфсдорф; † 1 януари 1669 в Люнебург) е от 1705 г. имперски фрайхер от стария род Бюлов от Мекленбург, господар в Абензен, президент на камерата в Брауншвайг.
Той е вторият син (от осем деца) на Йоахим фон Бюлов († сл. 1628) и съпругата му Илзаба фон Хан († 1648). Внук е на Паул фон Бюлов († 1589) и втората му съпруга Катарина фон Халберщат.
Паул Йоахим фон Бюлов и синовете му Йоахим Хайнрих фон Бюлов (1650 – 1724), Томас Кристиан фон Бюлов (1651 – 1706), Куно Йосуа фон Бюлов (1658 – 1733), Ханс Ото фон Бюлов (1661 – 1729), Вилхелм Дитрих фон Бюлов (1664 – 1737), са издигнати от император Йозеф I с диплома от 16 декември 1705 г. на имперски фрайхер.

## Фамилия
Паул Йоахим фон Бюлов се жени 1630 г. за Елзаба Доротея фон дер Асебург (* 19 август 1608; † 1 януари 1637/1647), дъщеря на Кристоф Йохан фон дер Асебург (1580 – 1651) и Елизабет фон Мюнххаузен († сл. 1641). Те имат децата:
- Йохан Фридрих фон Бюлов († сл. 1669)
- Илза фон Бюлов (* 1606/1669), омъжена на 6 юли 1652 г. за Кордт/Курт Хайнрих фон Корнберг († 1680)
- дъщеря (* 1606/1669), омъжена за Балдуин Ото фон Мюнххаузен
- син (* 1606/1669)
- дъщеря (* 1606/1669)

Паул Йоахим фон Бюлов се жени втори път 1634 г. за Луция фон Алефелд († 1698), дъщеря на Георг фон Алефелдт (1589 – 1641) и Маргарета Бломе († пр. 1666). Те имат децата:
- Георг Ернст фон Бюлов (1649 – 1681)
- Йоахим Хайнрих фон Бюлов (1650 – 1724), хановерски велик фогт и държавен министър във Фалкенберг; неженен
- Томас Кристиан фон Бюлов (1651 – 1706), господар в Гьоденщедт, датски генерал-майор, женен I. за Шарлота Елизабет фон Уфелн († 1687); II. 1696 г. за Магдалена Силвия фон Ст. Хермине фон Лайгнац (* 1665) и имат син
- Анна Елеонора фон Бюлов (1654 – 1681), омъжена за Август фон Гроте († 1700)
- Паул Дитрих фон Бюлов (1655 – 1656)
- Лудвиг Улрих фон Бюлов (1656 – 1677)
- Куно Йосуа фон Бюлов (1658 – 1733 в Хановер), кур-брауншвайгски-люнебургски генерал-фелдмаршал, женен за Анна Оелгард дон Алефелд († 1736) ; имат дъщеря и син Ернст Йоахим Хайнрих фон Бюлов (1650 – 1724), хановерски велик фогт и държавен министър във Фалкенберг; неженен
- Томас Кристиан фон Бюлов (1651 – 1706), господар в Гьоденщедт, датски генерал-майор, фон Бюлов (1697 – 1766), който става 1736 г. имперски граф
- София Юлиана фон Бюлов (1659 – 1720), омъжена за Еберхард фон Гроте
- Ханс Ото фон Бюлов (1661 – 1729), хановерски съветник и ланд-дрост в Харбург, в Людероде; неженен
- Вилхелм Дитрих фон Бюлов (1664 – 1737), първият кралски пруски главен дворцов майстер, канцлер на „Ордена Черен орел“ и таен съветник, женен за Кристина Антоанета фон Крозигк; имат пет деца